# تازه أباد (كرمانشاه)
تازه أباد (بالفارسية: تازه‌آباد) هي إحدى مدن محافظة كرمانشاه ومركز مدينة ثلاث باباجاني. تقع في إيران. يقدر عدد سكانها بـ 7,479 نسمة .